# Скотт, Брэндон
Брэндон Морис Скотт (англ. Brandon Maurice Scott; род. 8 апреля 1984, Балтимор, Мэриленд) — государственный и политический деятель Соединённых Штатов Америки (США). Являлся председателем городского совета Балтимора и был кандидатом на пост вице-губернатора штата Мэриленд в 2018 году, а также представителем от второго округа Балтимора. 6 мая 2019 года был избран председателем городского совета Балтимора, сменив на этой должности Джек Янг. В сентябре 2019 года объявил о выдвижении своей кандидатуры на должность мэра города и выиграл праймериз Демократической партии в июне 2020 года. Одержал победу на всеобщих выборах 3 ноября и вступил в должность мэра Балтимора 8 декабря 2020 года.

## Биография
Родился 8 апреля 1984 года в Балтиморе. В 2002 году окончил среднюю профессионально-техническую школу Mergenthaler и получил степень в области политологии в колледже Святой Марии в 2006 году. После окончания работал в должности помощника председателя городского совета Балтимора Стефани Ролингс-Блейк.
В 2011 году был избран депутатом городского совета от второго избирательного округа, что сделало его одним из самых молодых, когда-либо избранных людей в городской совет. Является председателем комитета общественной безопасности и членом комитетов по бюджету и ассигнованиям, судебной власти и законодательным органам. Принял участие в марше 300 человек, выступившем за отказ от насилия.
13 сентября 2019 года объявил о начале своей кампании на должность мэра на пресс-конференции в своем родном районе Парк-Хайтс. 9 июня 2020 года был объявлен победителем праймериз Демократической партии, что почти обеспечило ему победу на ноябрьских всеобщих выборах. Демократы имеют преимущество почти 10 к 1 по количеству зарегистрированных избирателей, и в течение многих лет праймериз Демократической партии был настоящим соревнованием. Как и ожидалось, одержал уверенную победу на всеобщих выборах 3 ноября 2020 года с перевесом почти 3 голоса к 1 над своим ближайшим оппонентом, независимым кандидатом Бобом Уоллесом. На вторых выборах подряд республиканцы оказались на третьем месте.
8 декабря 2020 года на небольшой церемонии, посвященной вступлению в должность мэра Балтимора, Брэндон Скотт пообещал взять на себя «чрезвычайные полномочия в области общественного здравоохранения»: противодействие насилию с применением огнестрельного оружия и борьбу с распространением короновирусной инфекции.

## Личная жизнь
Состоит в гражданском браке с общественным деятелем Ханной Пью, пара имеет приёмного сына 2016 года рождения и ожидает родного зимой 2024 года.